# Julius Augustus von Goldacker
Julius Augustus von Goldacker, verkürzt auch Julius August Goldacker (* 11. Februar 1673; † 14. Februar 1740) war ein königlich-polnischer und kurfürstlich-sächsischer Generalmajor der Kavallerie. Er war Mitbesitzer der Lehngüter in Weber- und Allerstedt sowie Mitbelehnter am Rittergut Ufhoven bei Langensalza.

## Leben

### Herkunft
Julius Augustus war Angehöriger des thüringischen Adelsgeschlechts von Goldacker, die bis in das 18. Jahrhundert bewusst auf das Adelspronomen von verzichtete. Seine Eltern waren Eitel Burkhard von Goldacker auf Eberstädt und dessen Ehefrau Sophia Beate von Hausen. Sein Bruder Albrecht Christian (1669–1743) war fürstlich-sachsen-gothaischer Generalmajor und Kriegsrat.

### Laufbahn
Goldacker trat in die Sächsische Armee ein, wo er in ein Dragonerregiment kam. Er stieg dort auf und wurde am 30. März 1712 zum Oberstleutnant im Regiment Weißenfels. Bei der Armeereform von 1717 wurde es mit dem Regiment Bayreuth vereint und dem Oberst Alexander von Unruh als Kommandeur en Chef übergeben. Als dieser 1728 starb, erhielt Goldacker das Regiment und wurde am 31. März 1728 zum Oberst befördert. Im Jahr 1734 wurde er zum Generalmajor der Kavallerie befördert, das Regiment musste er an den Oberst Georg Siegmund von Schlichting abgeben. Aufgrund anhaltender gesundheitlicher Probleme nahm er vorzeitig seinen Abschied vom Militär und ließ sich auf seinen Gütern in Thüringen nieder.

### Familie
Julius Augustus von Goldacker heiratete Anna Dorothea von Uetterodt aus dem Hause Ortleben. Das Paar hatte mehrere Kinder:
- Eleonora Juliane Debora (* 12. Februar 1714; † 8. Juni 1770) ⚭ 1737 Johann Adolph von Boyneburg (* 17. Mai 1708; † 29. März 1763), Eisenacher Geheimer Rat[3]
- Johanne Dorothea (1729–1781)
- Hedwig Frederike (1718–1748)
- Adolf August (1715–1765), kursächsischer Rittmeister
- Johann Friedrich (1727–1757), Kornett
- Christian Willibald (* 21. Januar 1721; † 2. April 1801), kursächsischer Generalmajor ⚭ Anna Adelgunde von Hamilton

Seine Söhne und sein Bruder Albrecht Goldacker verkauften die Anrechte auf das Rittergut Ufhoven 1741 an den Geheimen Rat Friedrich Carl Graf von Watzdorf.

## Wappen
Julius Augustus von Goldacker führte ein geteiltes Wappen. Oben in Gold ein aus der Teilung wachsender schwarzer steigender Bock mit goldenen Hörnern, unten von Silber und Rot gespalten. Auf dem Helm ein wachsender Mann mit goldenem Umhang, weißem Bart und silbern gestulpter roter Tatarenmütze. Die Decken sind rechts Schwarz-Gold und links Rot-Gold.